# Maneken
Maneken (in russo Манекен?) è un EP della cantante russa Lena Katina, pubblicato il 28 aprile 2023 in formato digitale.

## Descrizione
L'EP è stato annunciato per la prima volta nel novembre 2022 durante un'intervista alla cantante. Inizialmente, il disco era previsto per il 24 febbraio 2023 ma per ragioni ignote la pubblicazione è stata posticipata al 28 aprile successivo. Il 5 aprile 2023 la cantante ha rivelato la tracklist sulla sua pagina ufficiale VKontakte.
L'EP contiene il singolo Taksi, che ha anticipato la sua pubblicazione, e anche il brano Bella ciao, il cui video musicale è uscito promozionalmente nella stessa data di commercializzazione del disco. Il video della canzone Šagat' v nikuda è stato pubblicato come parte finale della trilogia a fine dicembre 2024.

## Tracce
Testi e musiche di Nikita Fesjuk, Danil Ruvinksij, Aleksandr Borisov, Vera Spičeva, Pavel Masjutka, Polina Filippova.
1. Ostrov (Остров) – 2:53
2. Taksi (Такси) – 2:54
3. Bella ciao (Белла чао) – 2:38
4. Odna noč' (Одна ночь) – 3:35
5. Šagat' v nikuda (Шагать в никуда) – 2:56

## Formazione
- Lena Katina – voce
- Sergej Kupcov – missaggio
- Oleg Saško – arrangiamento
- Aleksej Glotov – design